# مدار شمسي المركز

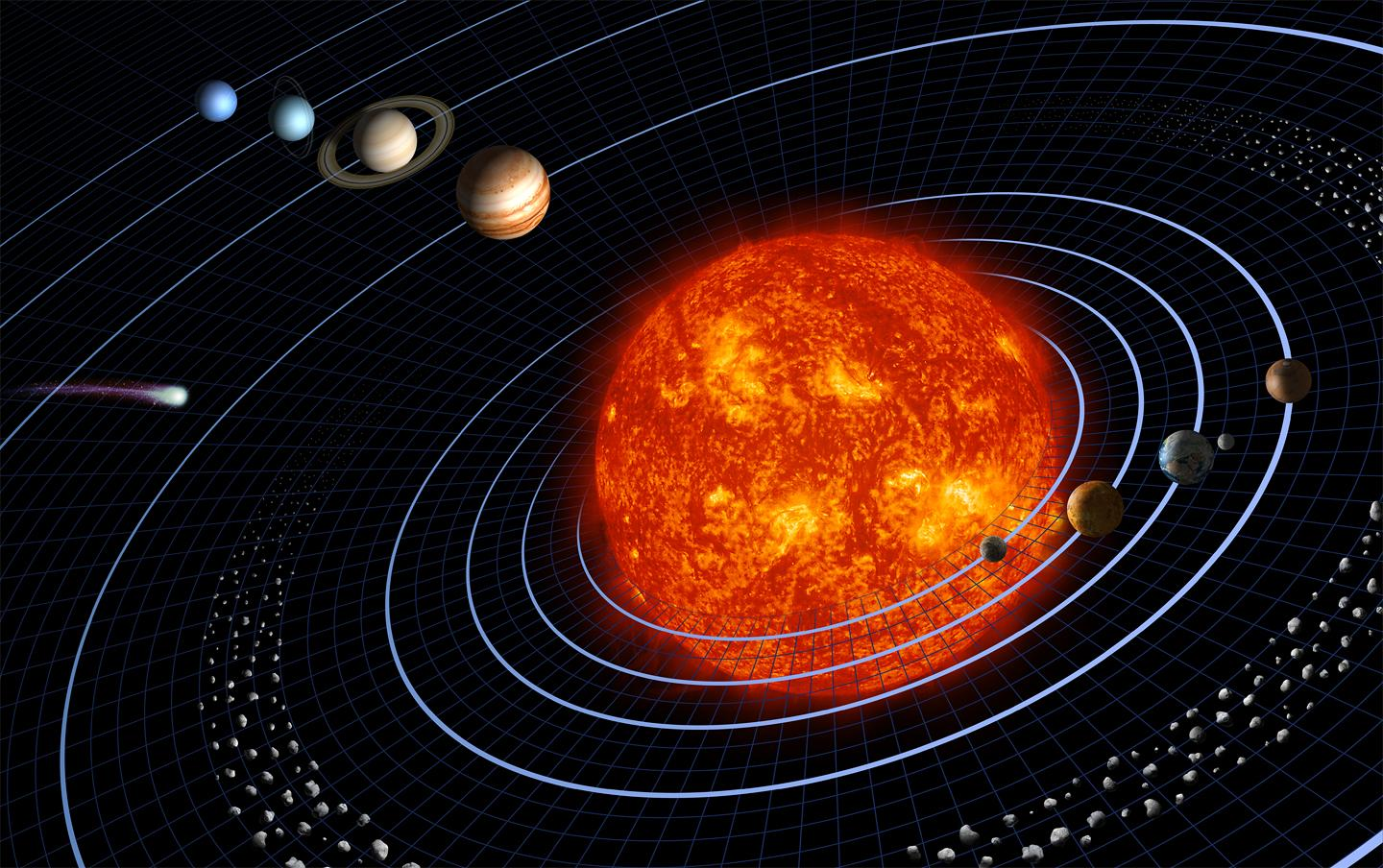
الكواكب في مدارات حول الأرض

مدار شمسي المركز هو المدار الذي تكون فيه الشمس هي الجرم السماوي الأكثر كتلة. ونعني هنا بالذات مدارات النظام الشمسي: مدارات الكواكب، مائات المذنبات وعدة كويكبات والعديد من المسابر الفضائية.